# Jimi Hendrix
James Marshall "Jimi" Hendrix, ursprungligen Johnny Allen Hendrix, född 27 november 1942 i Seattle, Washington, död 18 september 1970 i London, var en amerikansk rockgitarrist, sångare och låtskrivare, känd som en av rockmusikens främsta stilbildande gitarrister. Efter succé i Europa blev Hendrix känd i USA efter sitt framträdande på Monterey Pop Festival 1967. Han skulle senare även spela på Woodstock 1969 och på Isle of Wight 1970. Hendrix var inspirerad av blues-artister som B.B. King, Howlin' Wolf och Muddy Waters. 1964 till 1965 spelade Jimi Hendrix med Little Richards band. Han ska senare ha sagt: "Jag vill göra samma saker med min gitarr som Little Richard gör med sin röst".
Hendrix vann många av de mest prestigefyllda priserna inom rockmusiken och har efter sin död vunnit fler. Han blev tillsammans med sitt band The Jimi Hendrix Experience intagen i USA:s Rock and Roll Hall of Fame 1992 och Storbritanniens Music Hall of Fame 2005. En stjärna med Hendrix namn sattes på Hollywood Walk of Fame 1994. Musiktidningen Rolling Stone, tidskriften Time och Gibson.com har alla utnämnt Jimi Hendrix till den bästa gitarristen genom tiderna.

## Biografi

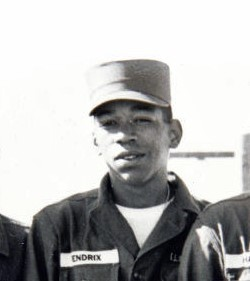
Hendrix i USA:s Armé, 1961

### Barndom
Jimi Hendrix föddes som Johnny Allen Hendrix  den 27 november 1942.  Modern var Lucille Hendrix (egentligen Jeter) och fadern Al Hendrix. Namnet ändrades till James Marshall Hendrix när Hendrix var fyra år, då hans far var rädd att födelsenamnet kom efter en av mammans pojkvänner.
Några månader före förlossningen, den 31 mars 1942, blev Al Hendrix inkallad i armén.  Förlossningen ägde rum hemma hos Lucilles systers vän Dorothy Harding. Inte långt efter att Jimi fötts dog hans morfar Preston Jeter av en hjärtåkomma. Jimi skickades runt till släktingar i Seattle; han träffade inte sin pappa Al förrän 1945. Kort därefter bytte Al Jimis namn till James Marshall.
Hendrix har senare sagt att hans första år i livet var "väldigt förvirrande". Han älskade sin moster Dorothy och bodde ofta hos henne. Jimis pappa skällde alltid på honom. En kväll försvann hans mamma och kom aldrig tillbaka. Al och Lucille Hendrix skilde sig i december 1951.

### Ungdom
När Jimi var 14 år gammal såg han Elvis Presley uppträda på Sick's Stadium i Seattle. Han fascinerades av Presleys energi och kroppsspråk, men mest intresserad blev han av dennes kompband. Hendrix ska ha sagt att "de fick det att verka som om musik var det bästa som fanns". Två år senare fick Jimi Hendrix sin första elgitarr — en begagnad Supro Ozark —  som fadern köpte i en musikaffär i centrala Seattle. Hendrix brukade spela ihop med Sammy Drain, en klasskamrat från grundskolan Leschi School i närheten av Lake Washington. 
I biografin Jimi Hendrix, Mannen, Magin, Sanningen, berättar Sammy Drain om tiden med Hendrix, bland annat att Al kallade rock för "Djävulens musik" och att Jimi ofta blev utskrattad när han bar på sin gitarr. Under ett och ett halvt års tid spelade Jimi Hendrix i flera band; mest i de två banden The Rocking Kings och The Tomcats. Jamie Thomas var den drivande kraften bakom båda banden och lät till slut Jimi spela sologitarr efter att en tid ha spelat basgitarr. Efter en spelning på klubben Birdland med Rocking Kings blev Jimis Supra Ozark-gitarr stulen. Jimi tog stölden hårt, men när Al inte visade någon medkänsla urartade det till ett familjegräl. Till slut köpte Jimis farbrors fru en vit Danelectro till Jimi, som han senare målade röd. Den 8 november 1961 blev Jimi Hendrix inkallad till militärtjänstgöring vid Fort Campbell, Kentucky. En eftermiddag när Jimi satt och spelade på sin elgitarr i militärbasens musikrum, presenterade sig en man vid namn Billy Cox. De satte ihop ett bluesband kallat The King Kasuals och uppträdde på soldatklubbarna. Efter en tid bröt Jimi fotleden och blev hemskickad av hälsoskäl.
1965 träffade Jimi Hendrix tre personer som skulle påverka hans liv negativt; Curtis Knight, Edward Chalpin och Devon Wilson. Curtis Knight var en gitarrist som spelade i bandet The Squires. Knight presenterade Jimi för Edward "Ed" Chalpin, en musikentreprenör som arbetade i New York. Jimi Hendrix skrev på ett förödande kontrakt som inte skulle ge honom några pengar. I slutet av 1965 träffade Jimi Devon Wilson på en klubb i New York och hon fick Jimi att prova LSD. Jimi kände sig dragen till henne, men ville inte inleda något stadigt förhållande.

### Karriären
1966 upptäcktes Hendrix av den brittiske managern Chas Chandler, som tog med honom till Storbritannien. Hendrix fick två kompmusiker, trummisen Mitch Mitchell och basisten Noel Redding. Trion kallade sig The Jimi Hendrix Experience och scendebuterade i slutet av 1966 i Evreux, Paris. Gruppen slog igenom stort under första halvåret 1967 med låtar som "Hey Joe", "Purple Haze", "The Wind Cries Mary" och fullängdaren Are You Experienced?. Succén följdes upp med album som Axis: Bold as Love (1967) och Electric Ladyland (1968). 
Gruppen spelade på Gröna Lund i maj 1967. Folk i Sverige och USA ansågs generellt ha liknande musiksmak och spelningen var tänkt att ge en fingervisning om hur framgångsrik en eventuell lansering i USA kunde tänkas bli. 15 000 personer kom till konserten i Stockholm och en månad senare framträdde gruppen på Monterey Pop Festival i Kalifornien. Spelningen rönte stor uppmärksamhet; bland annat satte Hendrix eld på sin gitarr. Gruppen slog igenom i USA över en natt.
Hendrix gav flera konserter i Sverige; bland annat två stycken på Lorensbergs Cirkus i Göteborg den 4 januari 1968. Detta Sverigebesök blev uppmärksammat bland annat genom att Hendrix åtalades och dömdes för skadegörelse efter att ha slagit sönder ett fönster natten före på Hotell Opalen. Jimi Hendrix sista konsert i Sverige var på Liseberg den 1 september 1970.

### Död

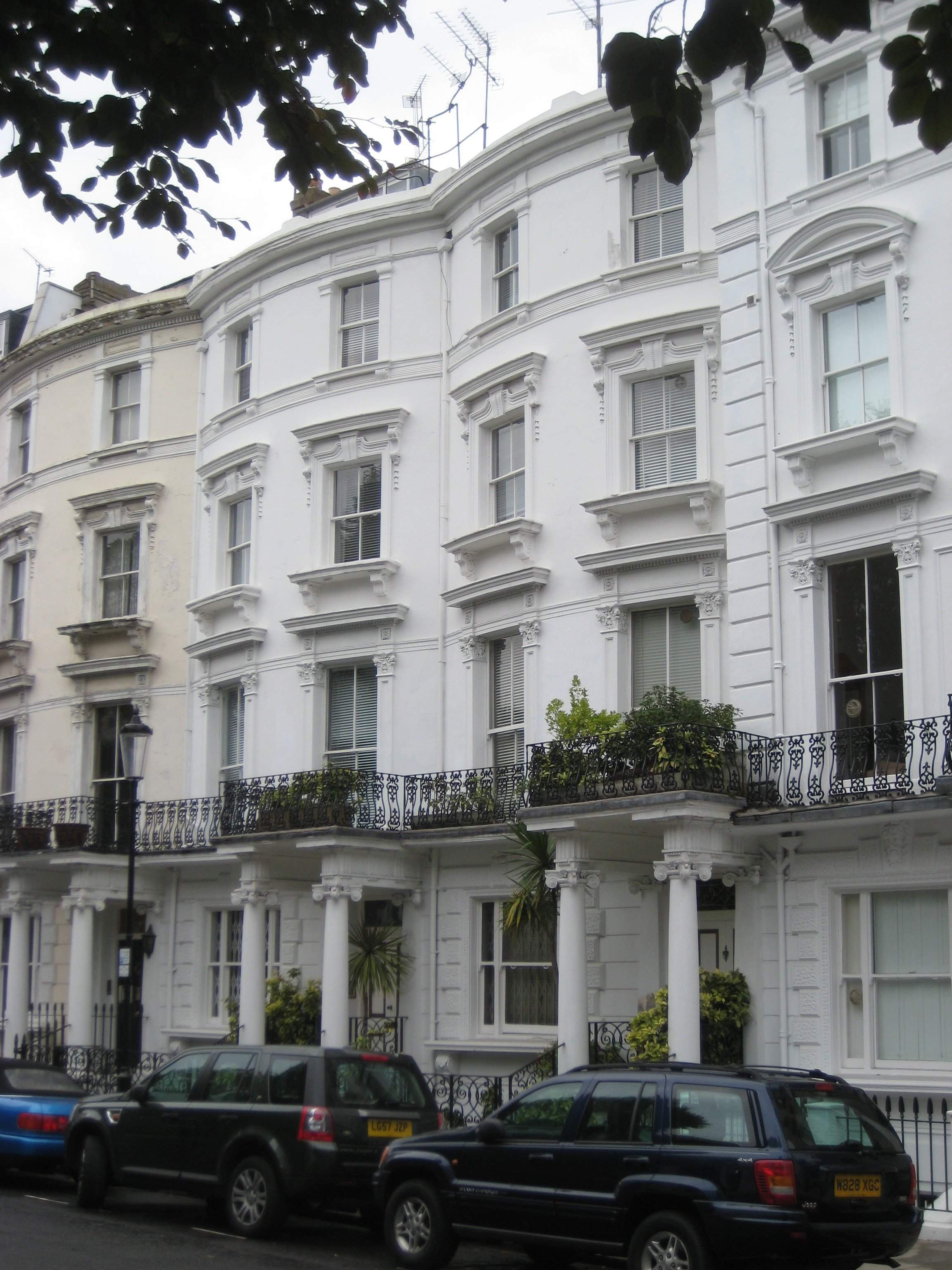
Samarkand Hotel, där Hendrix avled.

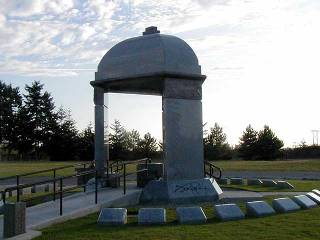
Jimi Hendrix gravplats.

Hendrix led under sina sista år i livet av sömnproblem och tungt drogmissbruk. Hans flitiga turnerande slet också på honom; särskilt efter att The Experience upplösts sommaren 1969. Därefter hade han inget stabilt kompband. Hendrix avled den 18 september 1970 på Samarkand Hotel i London. Trots namnet var byggnaden inget hotell i vanlig mening utan ett komplex av lägenheter som kunde hyras för kortare tid. Dödsorsaken var enligt dödsattesten kvävning orsakad av egna uppkastningar, men den närmare bakgrunden klarlades aldrig. Han hade kvällen före druckit rödvin och tagit sömntabletter. Enligt läkaren som tog emot hans kropp på sjukhusets akutintag hade han kvävts efter kräkningar i sömnen och han var (i motsats till vad som ibland har påståtts) redan död när ambulansmän kom till lägenheten. 

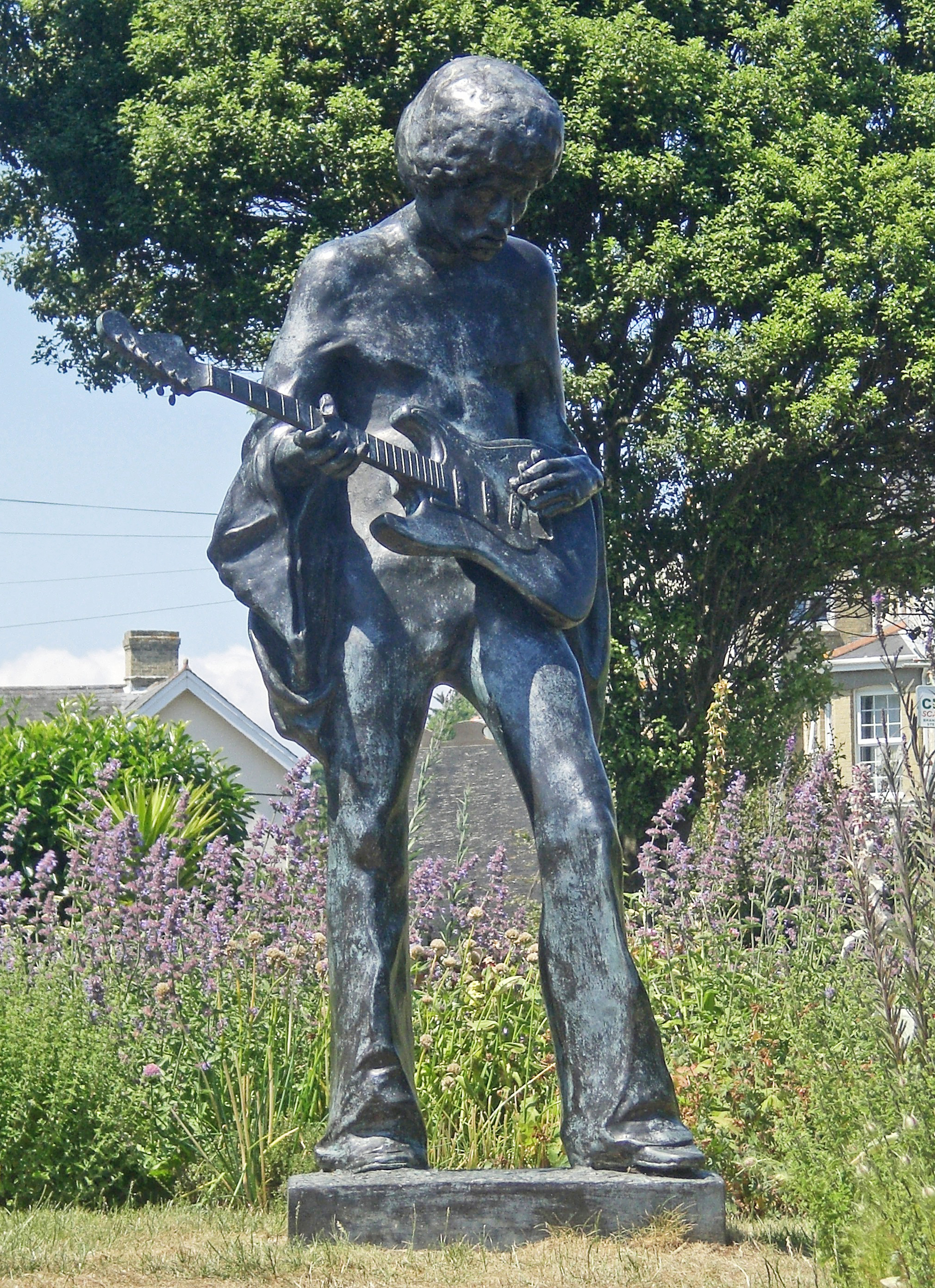
Hendrix staty utanför Dimbola Lodge, Isle of Wight

Både mord, olycksfall och andra scenarion har påståtts ligga bakom Hendrix död. Tony Brown argumenterar i Jimi Hendrix: The Final Days med stöd av intervjuer och analys av polisrapporter och medicinska data för att det handlade om ett mer eller mindre övervägt självmord i en pressad situation. Han var både ekonomiskt, konstnärligt och juridiskt trängd vid denna tid och hade just gjort en kort och mindre lyckad turné i Sverige, Danmark och Västtyskland där en del konserter varit stökiga på grund av bråkiga fans, medan stjärnan själv visat sig trött och oinspirerad vid andra. Samma dag som han dog skulle hans tvist med den föregivne managern Ed Chalpin, som Hendrix betraktade som en myglare, upp i domstol i London. I denna virvel av svårigheter hade han dessutom ingen att diskutera problemen med. Jimi Hendrix stoft begravdes i Renton, ett litet samhälle utanför hemstaden Seattle. Där ligger även hans mor begraven.

## Utmärkelser
Asteroiden 4738 Jimihendrix är uppkallad efter honom.

## Stil och påverkan

### Musikern

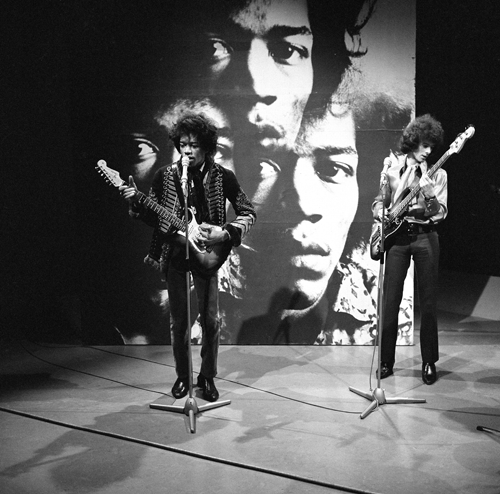
Jimi Hendrix och Noel Redding 1967.

Jimi Hendrix revolutionerade elgitarrspelet med en kombination av exceptionell spelteknik och användandet av ny förstärkarteknik och elektronik såsom fuzzboxar och effektpedaler. Hans influenser var främst blues- och soultraditionerna, men även 1960-talets psykedeliska strömningar kom att få stor betydelse och flöt samman med hans bruk av effekter och kontrollerad feedback. Det sound vi förknippar med Hendrix var i första hand en produkt av hans sista fyra år; före ankomsten till England hösten 1966 var han en innovativ och temperamentsfull musiker, men hade inte börjat göra bruk av feedback- eller pedalspelets möjligheter. Kontrollerad, djup feedback och grov distorsion av den typ som är vanlig i psykedelia, glamrock och heavy metal var inte möjlig med de förstärkare som var vanliga under det tidiga 60-talet, utan möjligheten öppnades med Marshall-förstärkare. Hendrix började använda det nya fabrikatet i England och insåg snabbt dess möjligheter. På albumet Drivin' South (2000) som innehåller inspelningar från tiden före genombrottet, bland annat en lokalt radiosänd spelning i Newark med Curtis Knight från december 1965, kan man känna igen Hendrix' frasering och ansättning – och hans sång på ett par spår – men feedback och vida svängningar i tonhöjden saknas nästan helt.
Det är också uppenbart att Hendrix självkänsla som musiker och kompositör växte när han kom till England och mötte en receptiv vit publik som uppskattade blues som musikform, inte som ackompanjemang till dans eller enbart "svart musik" och som kunde förstå hans önskan att förnya och vidga denna form. Hendrix inverkan på den engelska rock- och bluesscenen har ofta betonats – Jeff Beck kommenterade att "when Hendrix came along I felt I just might become a bus conductor" – men Hendrix influerades också av till exempel Eric Clapton och Pete Townshend och av den öppna, okynniga och nyfikna attityden i Swinging London.
Hendrix hamnade på första plats i en omröstning 1999 anordnad av Guitar Magazine, där professionella gitarrister röstade fram 1900-talets främste gitarrist. Han blev även känd för att ibland avsluta konserterna med att slå sönder sin gitarr på scenen, varpå han satte eld på instrumentet.
Jimi Hendrix använde sig främst av Fender Stratocaster-gitarrer, men sporadiskt även av Gibson-modeller, främst Flying V, vid enstaka tv- och livekonserter. En 8-strängad svensktillverkad Hagström-bas inköpt 1967 användes också vid studioinspelningar. Ett av de mest berömda ögonblicken i hans karriär var när han tolkade USA:s nationalsång under Woodstockfestivalen 1969.

### Showmannen
En av Hendrix förebilder var Buddy Guy. Hendrix lät sig inspireras av Buddys spelstil och vilda framträdanden. Dennes gitarrspel med tänderna, bakom ryggen och över huvudet imponerade på Hendrix som tog efter dem. Andra trick Hendrix gjorde var att spela med gitarren mellan benen, att låtsas ha sex med gitarren (sin "Electric Lady", som han kallade den), att spela med två gitarrer (en att spela med vanligt och en som han spelade med fötterna på), att spela med gitarren upp-och-ned (Hendrix var vänsterhänt och när han började spela gitarr hade han bara en "högerhänt" gitarr hemma); han tände (till exempel på Monterey International Pop Festival den 18 juni 1967 i USA) eld på sin gitarr efter det att den specialdesignade elgitarren hade blivit ommålad eftersom Hendrix inte hade varit nöjd med färgerna. Den hade målats med brandfarlig sprutlackering och i slutet på låten "Wild Thing" offrade han sin gitarr till lågorna med hjälp av lite tändvätska. Hendrix scenshow bidrog starkt till hans popularitet.

### Hendrix i kulturen
Hendrix förekommer i flera filmer, till exempel i Woodstock (1970) som kulminerar med hans berömda tolkning av The Star-Spangled Banner. Hela framträdandet på Woodstock (bortsett från ett par låtar som inte är av Hendrix) släpptes på CD och DVD under 1990-talet; det hade tidigare inte varit känt att hela konserten filmats. Sommaren 1970 spelade han in en konsertfilm på Hawaii. Denna film innehåller intervjuer och låtar med Hendrix. Filmen, Rainbow Bridge  har senare utgetts på VHS och DVD. En biodokumentär om hans liv kom 1973 och en biografisk film kom 2013 med titeln "Jimi : All is by my side" med André Benjamin i rollen som Hendrix.

## Diskografi
Efter Hendrix död har det getts ut otaliga skivor med honom, och detta är ett urval av de album som släppts.
- 1967 – Are You Experienced?
- 1967 – Axis: Bold as Love
- 1968 – Smash Hits
- 1968 – Electric Ladyland
- 1970 – Band of Gypsys
- 1971 – The Cry of Love
- 1971 – Hendrix in the West
- 1971 – Rainbow Bridge
- 1971 – Isle of Wight
- 1972 – War Heroes
- 1986 – Johnny B. Goode
- 1994 – Blues
- 1997 – First Rays of the New Rising Sun
- 1997 – South Saturn Delta
- 1997 – Experience Hendrix: The Best of Jimi Hendrix
- 1998 – BBC Sessions
- 1999 – Live at the Fillmore East
- 1999 – Live at Woodstock
- 2002 – Blue Wild Angel: Live at the Isle of Wight
- 2003 – Live at Berkeley
- 2007 – Live at Monterey
- 2010 – Valleys of Neptune
- 2011 – Winterland
- 2013 – Miami Pop Festival
- 2013 – People, Hell and Angels
- 2015 – Freedom: Atlanta Pop Festival

- 2018 - Both Sides of the Sky